# Žarošická mše pastýřská
Žarošická mše pastýřská je pojmenována po Žarošicích – jihomoravském mariánském poutním místě. Kdo je autorem této vánoční mše a kde vznikla, není známo. Jisté ale je, že její opis s názvem Žarošická mše koledová na půlnoční přinesl do Žarošic roku 1880 poštmistr Táborský, kde byla tak provedena nadučitelem Theodorem Martinů. V roce 1952 mši za textové spolupráce Josefa Marcela Svobody (*1891, Kyjov) hudebně upravil P. Josef Martínek (1888–1962) z Prace. V roce 1995 se z iniciativy žarošického učitele Ladislava Valihracha pátralo po originálu mše, žel bez pozitivního výsledku. Proto byl požádán brněnský hudební skladatel a muzikolog Zdeněk Zouhar o renovaci mše (Zouhar měl k dispozici jen Martínkovu úpravu mše). V roce 1996 byla renovovaná Žarošická mše pastýřská digitálně nahrána Brněnským filharmonickým sborem (soprán Blanka Morávková,  alt Jarmila Bařinková, tenor Vladimír Richter, bas Richard Novák, varhany Zdeněk Nováček, dirigent Stanislav Kummer, režie Petr Řezníček) v žarošickém kostele sv. Anny na hudební nosič (kazetu) a pod názvem Pouť & Vánoce v Žarošicích vydána ve vydavatelství Antiphona.  V únoru roku 1999 v budově Památníku obce (dnešního Muzea obce Žarošice) nalezli původní rukopis poštmistra Táborského z roku 1880 Roman Muroň a Karol Frydrych. V roce 2004 byla vydána starobylá verze mše Žarošická mše koledová na půlnoční ve vydavatelství SALVE REGINA Františka Malého tiskem. Ze všech tří verzí je hudebně nejzdařilejší verze Zdeňka Zouhara. Žarošickou mši pastýřskou mají na repertoáru sbory: Brněnský filharmonický sbor Beseda Brněnská, Collegium musicale bonum ze Slavkova u Brna, Filia Dobratice, Chrámový sbor ve Vyškově, Smíšený pěvecký sbor Rastislav Blansko a Chrámový sbor Kuřim

## Zvukové nahrávky
- Pouť & Vánoce v Žarošicích. Praha: Antiphona, 1996, zvuková kazeta.